# 연세대학교 의료원

1928년의 세브란스의학전문학교

연세대학교 의료원(延世大學校 醫療院, 영어: Yonsei University Health System)은 1885년에 설립된 대한민국의 병원 단지로서 연세대학교 의과대학 부속 병원을 총칭한다.
연세대학교 의료원은 1885년 미국 선교의사 호러스 뉴턴 알렌에 의해 세워진 한국 최초의 현대적 의료기관으로서 광혜원으로 출발하여 제중원, 세브란스병원을 거쳐 현재의 의료원으로 성장하였다. 우리나라 의료계를 선도하는 기관으로 창립 이래 한결같이 국민 대중의 건강을 지켜 온 연세의료원의 역사는 곧 이 땅의 기독교, 의학 교육과 연구, 병원의 역사와 그 맥을 같이하고 있다.
연세대학교 의무부총장 겸 의료원장 산하에 교육기관으로는 보건대학원, 간호대학원, 의․치학전문대학원과 의과대학, 치과대학, 간호대학이 있으며 현재까지 졸업생은 총 25,985명에 이르고 있다. 또한 진료기관으로는 세브란스병원, 강남세브란스병원, 치과대학병원, 용인세브란스병원 등이 있으며 세브란스병원 산하 연세암병원, 재활병원, 심장혈관병원, 안․이비인후과병원, 어린이병원과 강남세브란스병원 산하 척추병원, 치과병원, 암병원 등 총 9개의 전문병원이 있다. 행정부서는 원목실, 감사실, 기획조정실, 대외협력처, 인재경영실, 디지털헬스실, 사무처, 의과학연구처, 제중원보건개발원 등으로 구성되어 있다. 이 밖에도 의학도서관, 대학부설연구소 및 연구협력센터 등이 있다.

## 개요
연세대학교 보건대학원과 세브란스병원(연세대학교의과대학세브란스병원), 연세대학교 치과대학병원, 강남 세브란스병원(연세대학교의과대학강남세브란스병원), 용인세브란스병원(연세대의대부속용인세브란스병원)과 원주연세의료원 산하의 연세대학교 원주세브란스기독병원 등으로 구성된다. 연세대학교 본교가 있는 서울특별시 서대문구 신촌동과 강남세브란스병원이 있는 서울특별시 강남구 언주로 211, 용인세브란스병원이 있는 경기도 용인시 처인구 금학로 225 등에 산재되어 있다.

### 연혁
- 1885년 : 미국 북장로교에서 파견된 앨런 박사에 의하여 광혜원 설립 (서울 종로구 재동)
- 1885년 : 제중원으로 개칭
- 1886년 : 최초의 의학생 선발
- 1904년 : 도동에서 제중원을 기반으로 한국 최초의 종합병원, 세브란스 병원 설립
- 1909년 : 사립 세브란스 의학교로 교명 제정
- 1917년 : 사립 세브란스연합의학전문학교 인가 - 조건부 10년 기한의 인가
- 1923년 : 세브란스의학전문학교 재인가
- 1942년 : 아사히의학전문학교로 변경(적산재산몰수정책에 의하여 교명 변경)
- 1945년 : 세브란스의학전문학교 명칭 회복 복권
- 1947년 : 세브란스의과대학으로 승격
- 1957년 : 연희대학교와 통합되어 연세대학교로 개명
- 1967년 : 치과대학 설치
- 1968년 : 간호대학 설치
- 1978년 : 연세대학교 의과대학 원주분교 설치
- 1983년 : 영동병원 개원, 용인 및 광주분원 개원
- 1991년 : 세브란스병원 심장혈관센터 개원
- 1993년 : 광주세브란스병원 폐쇄
- 2008년 : 영동세브란스병원 -> 강남세브란스병원으로 명칭 변경
- 2009년 : 대한민국 최초 존엄사 시행[1]

## 병원 현황
- 세브란스병원
- 연세암병원
- 강남세브란스병원
- 용인세브란스병원
- 연세대학교 치과대학병원

## 사진

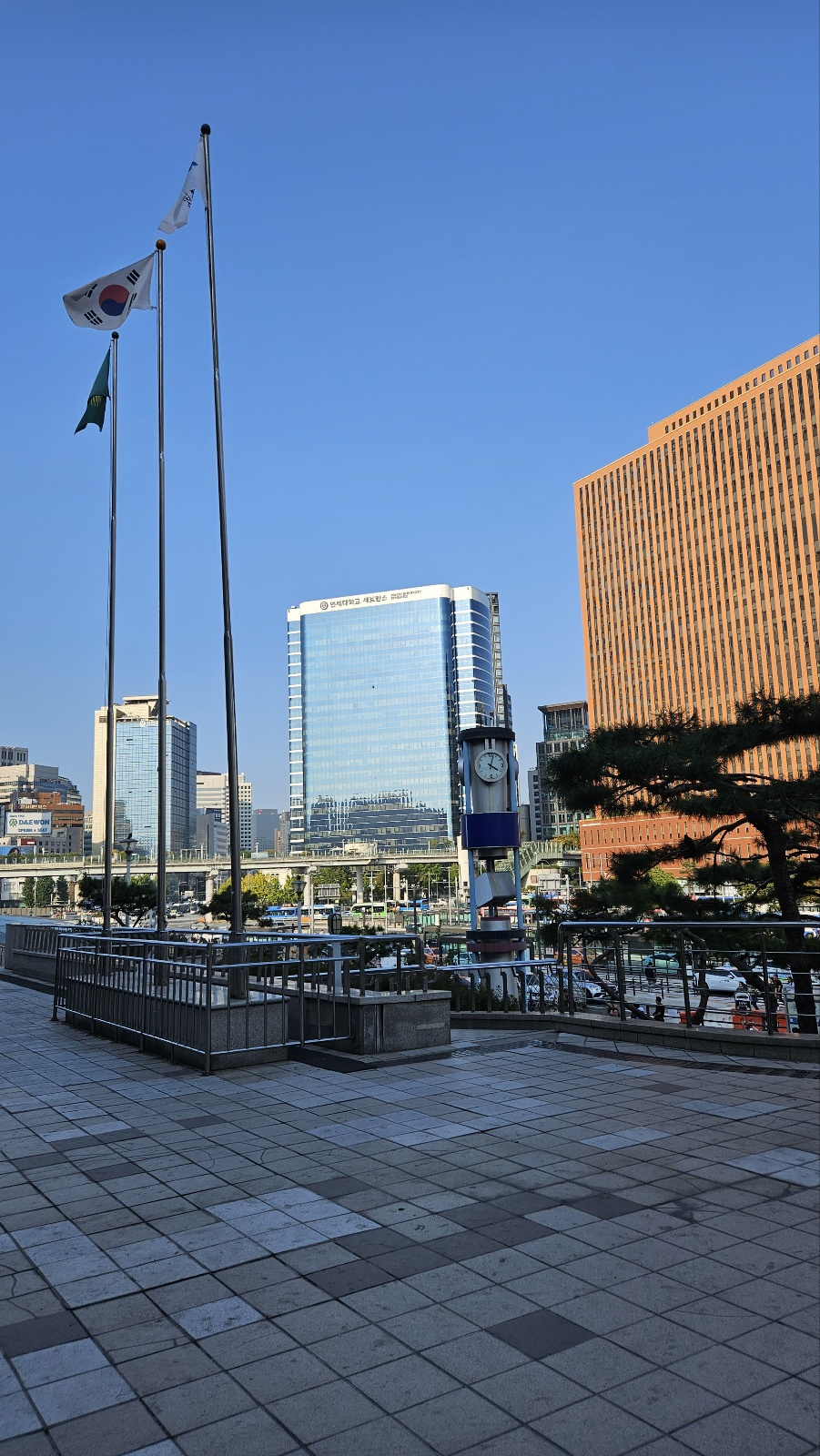
연세세브란스빌딩 (서울역 인근, 서울특별시 중구 통일로 10)

## 같이 보기
- 루이스 헨리 세버런스
- 연세대학교
- 제중원